# Anoplodactylus tanseii
Anoplodactylus tanseii is een zeespin uit de familie Phoxichilidiidae. De soort behoort tot het geslacht Anoplodactylus. Anoplodactylus tanseii werd in 1991 voor het eerst wetenschappelijk beschreven door Nakamura & Child. 